# André-Jean Festugière

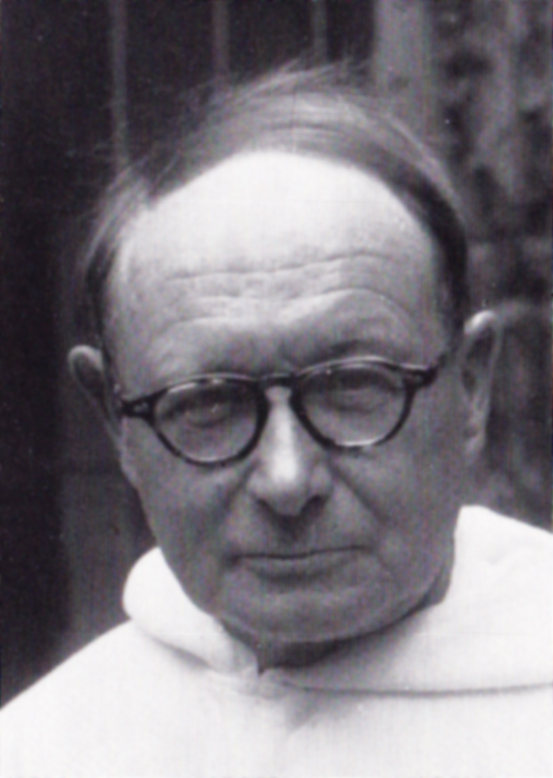
André-Jean Festugière

André-Jean Festugière oder André-Marie(-Jean) Festugière OP (* 15. März 1898 in Paris; † 13. August 1982 in Saint-Dizier), auch Jean-Paul-Filippe Festugière, war ein französischer Religionshistoriker, römisch-katholischer Priester des Dominikanerordens und Klassischer Philologe.

## Leben
Festugière absolvierte seine Gymnasialstudien während des Ersten Weltkrieges in Paris, besuchte ebenda von 1918 an die École normale supérieure und war von 1920 bis 1922 Mitglied der École Francaise in Rom und Athen. 1924 trat er in den Dominikanerorden ein und wurde 1930 zum Priester geweiht. Er war dann ein Jahr in Jerusalem und wurde 1937 an der Sorbonne zum Docteur dès lettres promoviert. 1940 begann er seine Lehrtätigkeit am Institut Catholique in Paris und seit 1943 als Directeur d’études an der École pratique des hautes études in Paris bis 1968. Sein Lehrauftrag war die griechische Religionsgeschichte in der hellenistischen und römischen Epoche. 1958 wurde er Mitglied der Académie des Inscriptions et Belles-Lettres. 1970 wurde er in die American Academy of Arts and Sciences gewählt.
Festugière war ein produktiver Gelehrter und unerbittlicher Arbeiter in der Wissenschaft mit einem Ertrag von über 70 Büchern und 175 Aufsätzen, unter anderem zu Sokrates, Platon, Epikur, Proklos, Marsilio Ficino, Pico della Mirandola und zum Corpus Hermeticum. Eine Ergänzung zum vierbändigen Corpus Hermeticum war das ebenfalls vierbändige Werk La Révélation d’Hermès Trismègiste. Für seinen wissenschaftlichen Leistungen wurde Festugiere am 28. Juni 1963 als ausländisches Mitglied in den Orden Pour le Mérite für Wissenschaft und Künste aufgenommen. Seit 1952 war er korrespondierendes Mitglied der British Academy und seit 1961 der Bayerischen Akademie der Wissenschaften.